# Бердянський ґебіт
Бердя́нський ґебі́т, окру́га Бердя́нськ (нім. Kreisgebiet Berdjansk) — адміністративно-територіальна одиниця генеральної округи Дніпропетровськ Райхскомісаріату Україна протягом німецької окупації Української РСР під час Німецько-радянської війни. Адміністративним центром ґебіту було місто Бердянськ.

## Історія
Ґебіт утворено о 12 годині дня 1 вересня 1942 року на території теперішньої Запорізької області. Поділявся на 3 райони (нім. Rayons): район Андріївка (Rayon Andrejewka), район Бердянськ (Rayon Berdjansk) і район Ногайськ (Rayon Nogaisk), збігаючись межами з трьома відповідними довоєнними радянськими районами тодішньої Запорізької області: Андріївським, Осипенківським і Ногайським. Вищі керівні посади в ґебіті займали німці, здебільшого ті, які не підлягали мобілізації до вермахту. Лише старостами районних і сільських управ призначалися лояльні до окупаційної влади фольксдойчі або інші місцеві жителі. 
Друкованими органами нацистської влади округи були Бюллетень Бердянської районно-міської управи, що видавався у 1942 році, а також часопис «Світанок», який виходив українською і російською мовами з 23 травня 1942 по 1943 рік.
Ґебіт фактично існував до взяття Бердянська радянськими військами 17 вересня 1943 року, формально – до 1944 року.